# Nagako
Nagako (jap. 良子), tytuł pośmiertny cesarzowa Kōjun (jap. 香淳皇后 Kōjun-kōgō), z domu księżniczka Nagako Kuni (ur. 6 marca 1903 w Tokio, zm. 16 czerwca 2000 tamże) – cesarzowa Japonii, żona cesarza Hirohito (Shōwa).
Była córką księcia Kuniyoshiego Kuni, członka rodziny cesarskiej oraz Chikako Shimazu (1879–1956). Uczęszczała do dziewczęcej szkoły arystokratycznej w Tokio, m.in. wspólnie z kuzynką Masako Nashimoto, przyszłą żoną następcy tronu Korei, księcia Euna. W 1919 zaręczyła się z ówczesnym następcą tronu Japonii Hirohito. Para zawarła związek małżeński 26 stycznia 1924. Nagako wykonywała obowiązki ceremonialne zgodnie z tradycją, stała się jednak pierwszą cesarzową, która odbyła z mężem podróż zagraniczną – towarzyszyła Hirohito w jego wizycie w Europie w 1971 oraz w USA w 1975. Otrzymała przydomek „uśmiechniętej cesarzowej”.
Z małżeństwa z Hirohito urodziło się siedmioro dzieci:
- córka Shigeko (ur. 9 grudnia 1925, zm. 23 lipca 1961), księżniczka Teru, żona Morihiro Higashikuniego
- córka Sachiko (ur. 10 września 1927, zm. 8 marca 1928), księżniczka Hisa
- córka Kazuko (ur. 30 września 1929, zm. 28 maja 1989), księżniczka Taka, żona Toshimichiego Takatsukasy
- córka Atsuko (ur. 7 marca 1931), księżniczka Yori, żona Takamasy Ikedy
- syn Akihito (ur. 23 grudnia 1933), cesarz Japonii
- syn Masahito (ur. 28 listopada 1935), książę Hitachi
- córka Takako (ur. 3 marca 1939), księżniczka Suga, żona Hisanagi Shimazu

Po śmierci męża w styczniu 1989 przysługiwał jej tytuł cesarzowej-wdowy. Ze względu na stan zdrowia nie pokazywała się już wówczas publicznie. Dożyła sędziwego wieku 97 lat, stając się tym samym najdłużej żyjącą cesarzową-małżonką w historii Japonii. Po śmierci Nagako syn Akihito przyznał jej tytuł cesarzowej Kōjun.

## Odznaczenia (lista niepełna)
- Wielka Wstęga Orderu Skarbu Korony